# Matt McCoy (chính khách)
Matthew W. "Matt" McCoy (sinh ngày 29 tháng 3 năm 1966) là thành viên của Ban Giám sát của Hạt Polk, Iowa, đại diện cho quận thứ năm. Thành viên của Đảng Dân chủ Iowa, McCoy phục vụ tại Thượng viện Iowa từ 1997-2019 và Hạ viện Iowa từ 1993-1997. McCoy là người đồng tính công khai đầu tiên thành viên của Đại hội đồng Iowa.

## Tiểu sử
McCoy tốt nghiệp Trường Trung học Công giáo Dowling, ở West Des Moines, Iowa, và nhận bằng B.A. từ Briar Cliff College trong khoa học chính trị.  Năm 2016, McCoy hoàn thành chương trình Trường Chính phủ John F. Kennedy của Đại học Harvard cho các Giám đốc điều hành cấp cao trong Chính quyền Nhà nước và Chính quyền địa phương với tư cách là thành viên Lãnh đạo Viện chiến thắng LGBTQ David Bohnett.

## Đời tư
McCoy có một con trai, Jack và thờ cúng tại nhà thờ Plymouth Congregational.